# 约翰·伯特兰 (1956年)
约翰·伯特兰（英語：John Bertrand，1956年3月25日—），生于加利福尼亚州，美国男子帆船运动员。他曾代表美国参加1984年夏季奥林匹克运动会帆船比赛，获得芬兰级银牌。